# پیتر کوزل
پیتر کوزل (انگلیسی: Peter Közle؛ زادهٔ ۱۸ نوامبر ۱۹۶۷) بازیکن فوتبال اهل آلمان است.
از باشگاه‌هایی که در آن بازی کرده‌است می‌توان به باشگاه فوتبال گراس‌هاپر زوریخ، باشگاه فوتبال سرکل بروژ، باشگاه فوتبال بوخوم، باشگاه ورزشی یانگ بویز برن، باشگاه فوتبال یونیون برلین، باشگاه فوتبال بایرن مونیخ، و باشگاه فوتبال دویسبورگ اشاره کرد.